# Звукосниматель электрофона
Звукоснима́тель — узел, часть электропроигрывающего устройства (ЭПУ).
В конструкцию звукоснимателя входит:
- игла́ звукоснима́теля;
- голо́вка звукоснима́теля — устройство, преобразующее механические колебания иглы, возникающие при проигрывании грампластинки, в электрические сигналы;
- тона́рм — рычаг, к которому крепится головка звукоснимателя с иглой, обеспечивает перемещение иглы поперёк грампластинки по звуковой дорожке.

## Игла звукоснимателя
Игла́ звукоснима́теля — игла, перемещающаяся заострённым (коническим) концом по звуковой дорожке, при этом её неровности заставляют иглу колебаться с определённой частотой, тем самым позволяя услышать записанный на грампластинку звук.
Патефонная (граммофонная) игла — заострённый стальной стержень, острый конец — сфера определённого радиуса. Патефонная игла вставлялась в держатель, соединённый с мембраной, игла закреплялась в нём винтом. В зависимости от радиуса заточки острия различали иглы «тихого тона», «среднего» и «громкого». Стальная патефонная игла служила недолго, всего несколько минут работы на шеллачной пластинке, затем она стачивалась и её следовало заменить, иначе она начала бы портить пластинки. На конвертах советских грампластинок всегда размещалось предупреждение о недопустимости использования играных игл. Применялись также стальные иглы с твердым (корундовым) наконечником, более долговечные, но и более дорогие. Некоторое распространение получили также «мягкие» иглы, например, из древесины бамбука. Их использовали, например, для проверки медных оригиналов после записи на рекордере, или для проигрывания особо ценных пластинок. Мягкие иглы почти не изнашивали пластинку, но очень плохо воспроизводили высокие частоты.
Игла для электрофона представляет собой маленький кристалл твёрдого минерала, закреплённый на металлическом держателе. В недорогих иглах используется кристалл корунда, в дорогих — кристалл значительно более твёрдого алмаза. Металлический держатель кристалла через демпфер закрепляется в пластмассовой оправке.
Размеры кристалла, закреплённого на держателе для воспроизведения с любых долгоиграющих (моно-, стерео- или квадро-) пластинок одинаковы: радиус закругления конической части 18±5 мкм, диаметр 0,35 мм. Для лучшего огибания извилин канавки иглой и более полного соответствия колебаний иглы колебаниям резца при записи применяют иглы эллиптического сечения (большая ось эллипса ориентирована поперёк канавки грампластинки).
Игла электрофона (кристалл на держателе в пластмассовой оправке) устанавливается в голову звукоснимателя.
Лазерные проигрыватели винила вообще не имеют в своём составе иглы, потому они не изнашивают пластинки, в таком случае принцип считывания напоминает технологию LaserDisc.

## Головка звукоснимателя
Головки звукоснимателя выполняются, как правило, легкосъёмными, с штекерным разъёмом, что позволяет при неисправности их легко заменить.
Головки звукоснимателя предназначаются для:
1. монофонических записей;
2. стереофонических записей;
3. квадрофонических записей.

Если монофонической головкой воспроизводить стереофоническую грампластинку — разумеется, будет монофоническое звучание. Если квадрофонической головкой воспроизводить стереофоническую грампластинку — разумеется, будет только стереофоническое звучание.
По физическому принципу, используемому для преобразования механических колебаний в электрические сигналы головки звукоснимателя делятся на:
1. пьезоэлектрические (пьезоэффект);
2. магнитные (закон электромагнитной индукции);
3. могут быть использованы и другие физические принципы, например оптический, ёмкостной, такие головки распространения не получили[3][4].

### Пьезоэлектрические головки
Принцип действия основан на пьезоэлектрическом эффекте — ряд веществ (пьезоэлектрики) при деформации генерируют электрический ток, на гранях кристалла пьезоэлектрика появляется разность потенциалов.
В корпусе головки находится трубка из материала, обладающего пьезоэлектрическими свойствами, к её концам подведены провода, подключаемые к усилителю низкой частоты. Трубка заполнена вязкой жидкостью, обладающей амортизационными свойствами.
Держатель с закреплённым на нём кристаллом одним своим концом прикреплён через демпфер к пластмассовому корпусу головки, средней частью — к концу пьезоэлектрической трубки. Если головка была стереофоническая — тогда было два пьезоэлектрических элемента (две трубки), а в вершине равнобедренного треугольника (под трубками) находился держатель с кристаллами.
Первый пьезоэлектрический звукосниматель выпущен в продажу в США в 1926 году компанией Brush Development Company (позже фирма переключилась на разработку и производство магнитофонов). Новый звукосниматель выгодно отличался от применявшихся тогда электромагнитных звукоснимателей намного меньшим усилием на игле, отчего и рекламировался как «featherweight stylus», то есть «звукосниматель в весе пера».
Выпускавшиеся в СССР пьезоэлектрические головки устанавливались в недорогие ЭПУ третьего и второго классов, были предназначены для воспроизведения грампластинок на 33⅓, 45 и 78 оборотов в минуту. Когда проигрывались долгоиграющие грампластинки (на 33⅓ и 45 оборотов в минуту) необходимо было ориентировать держатель так, чтобы на «флажке» появился символ «треугольник» (для монофонических головок) или «два перекрещивающихся кольца» (для стереофонических головок). Для воспроизведения старых патефонных пластинок на 78 оборотов в минуту необходимо было развернуть «флажок» на 180 градусов, чтобы читалась надпись «78», на звуковую дорожку вставал другой кристалл. На «78» оборотов вставал кристалл корунда, а на «33⅓» и «45» мог применяться или корунд, или кристалл алмаза, алмазные головки стоили дороже. Категорически не рекомендовалось проигрывать долгоиграющие пластинки в положении иглы «78», это приводило к износу звуковой дорожки, а патефонные пластинки — в положении «33⅓» и «45», это могло привести к поломке иглы (кристалла).
С пьезоэлектрическими головками советской промышленностью выпускались также электрофоны первого класса, например «Вега-101 стерео».

#### Недостатки пьезоэлектрических головок
- Пьезоэлектрические головки обладали повышенной жёсткостью, для правильного воспроизведения грамзаписи требовалась большая прижимная сила. Поэтому пьезоэлектрические головки сильно изнашивали грампластинку (кроме звукоснимателей Micro-Acoustics, которые по всем характеристикам не уступали электромагнитным).
- Пьезоголовки недолговечны. Трубки из пьезоэлектрического материала нередко трескались, вероятно, это объяснялось усталостью материала. В распространенных отечественных головках вязкая демпфирующая жидкость вытекала на панель ЭПУ, пачкая её, а также на саму иглу, загрязняя уже пластинку, из-за чего ухудшалось демпфирование иглы и резко снижалось качество звучания.

### Магнитные головки
В высококлассной аппаратуре получили распространение головки магнитного типа. В основе принципа работы лежит явление электромагнитной индукции: в проводнике, помещенном в переменное магнитное поле, наводится электрический ток, изменяющийся по тому же закону, что и магнитное поле. 
Звукосниматели на этом принципе хронологически появились первыми — в конце 1910-х гг. — и были широко распространены наряду с появившимися несколько позже пьезоэлектрическими. Ранние электромагнитные звукосниматели, до 1950-х гг. включительно, представляли собой довольно тяжелую и малочувствительную конструкцию. Для их удовлетворительной работы требовалась прижимная сила на игле до ста граммов и более, как у граммофонного (механического) звукоснимателя. Пьезоголовки были по сравнению с ними большим шагом вперед, так как работали при прижимной силе порядка десятков граммов. Электромагнитные звукосниматели выпускались в том числе в виде съемного узла, который можно было установить на граммофон или патефон вместо штатной иглы с мембраной.
С появлением новых материалов удалось создать магнитные звукосниматели с гораздо большей гибкостью (меньшей жёсткостью) подвеса, чем пьезоэлектрические, и с меньшей массой подвижной системы. Современные магнитные головки работают при прижимной силе 1…3 г против 5 г и более у современных пьезоэлектрических, они меньше изнашивают пластинку и обладают лучшими частотными характеристиками.
По устройству разделяются на:
- Электромагнитные — с подвижным постоянным магнитом, находящимся на конце держателя кристалла, и неподвижными катушками индуктивности, закрепленными в корпусе головки. Такие головки обозначаются аббревиатурой MM (англ. moving magnet — подвижный магнит).
- Магнитоэлектрические — с неподвижными магнитами и подвижными (на держателе иглы) катушками индуктивности. Обозначаются аббревиатурой MC (англ. moving coil — подвижная катушка).
- Комбинированные.

Магнитоэлектрические головки несколько лучше по характеристикам, чем электромагнитные, но существенно дороже и требуют особого согласования с усилителем, поэтому распространены меньше.

#### Особенности головок магнитного типа
- Генерируют низкую ЭДС, сигнал с магнитных головок звукоснимателя значительно ниже по амплитуде, чем с пьезоэлектрических: у электромагнитных головок — 4—5 мВ, у магнитоэлектрических головок — около 0,2 мВ.
- Амплитудно-частотная характеристика головок магнитного типа гораздо более линейна, но из-за этого очень далека от требуемой.

Эти два фактора требуют, чтобы головки магнитного типа подключались к усилителю низкой частоты через предварительный усилитель-корректор.

## Тонарм
Тона́рм (нем. Tonarm, от Ton «звук» и Arm «рука») — рычаг на проигрывателе грампластинок (электрофоне), к которому крепится головка звукоснимателя с иглой.
Различают два типа тонармов:
- Тангенциальный тонарм (их называют также тонармами с линейным трекингом) — относительно пластинки движется весь тонарм, головка звукоснимателя перемещается радиально, также как и резец при записи грампластинки. Сложная механическая конструкция, перемещение тонарма, как правило, происходит электроприводом со следящей системой. Получил малое распространение из-за сложности устройства при весьма небольшом выигрыше в качестве воспроизведения.
- Радиальный тонарм (их называют также рычажными тонармами) — имеют неподвижную ось вращения вне грампластинки, позволяющую расположенной на конце тонарма головке звукоснимателя беспрепятственно двигаться по дуге окружности, следуя за звуковой дорожкой вращающейся пластинки. Главное преимущество, по сравнению с тангенциальным тонармом, простота устройства и невысокая стоимость.

По внешнему виду можно выделить:
- Прямой тонарм.
- J- или S-образные тонармы.

## Перемещение тонарма
Тонарм тангенциального типа обеспечивает игле точное повторение пути, пройденного резцом рекодера при записи грампластинки. Продольная ось головки звукоснимателя всегда ориентирована по касательной к звуковой дорожке, искажения звука отсутствуют.
Радиальный тонарм представляет собой штангу, укреплённую одним концом на вертикальной оси вращения, на другом конце располагается головка с иглой.
Так как резец при записи движется по радиусу, продольная ось суппорта ориентирована перпендикулярно к радиусу по касательной к звуковой канавке, а игла при воспроизведении по дуге окружности, то между осью головки радиального тонарма и касательной звуковой канавки образуется угол, приводящий к искажениям звука при воспроизведении (угловые искажения). Осевая линия головки расположена строго по касательной к звуковой дорожке только в двух точках на грампластинке. При неправильной регулировке тонарма эта точка может быть одна или вообще отсутствовать.
Для уменьшения угловых искажений головка повёрнута влево на угол коррекции {\displaystyle \Phi }, образованный осевой линией головки и линией, соединяющей ось вращения и иглу.
Можно отметить следующие установочные параметры тонарма:
- база тонарма — расстояние от вертикальной оси вращения тонарма до центра вращения грампластинки {\displaystyle d}
- длина тонарма — расстояние от вертикальной оси до конца иглы {\displaystyle L}
- расстояние от оси вращения грампластинки до иглы — {\displaystyle R}

Формула, описывающая перемещение тонарма, выглядит так:
{\displaystyle d^{2}=L^{2}+R^{2}-2RL\times \cos {(90-\Phi )}},
следовательно, синус угла {\displaystyle \Phi }, на который должна быть повёрнута головка, должен быть
{\displaystyle \sin \Phi ={\frac {L^{2}-d^{2}+R^{2}}{2RL}}}.
При неизменной базе тонарма {\displaystyle d}, изменяя длину тонарма {\displaystyle L}, можно построить график, отражающий зависимость угла {\displaystyle \Phi } (или {\displaystyle \sin \Phi }) от положения иглы на пластинке (при разных {\displaystyle R}).
Например, если база тонарма {\displaystyle d=215} мм, а длина тонарма {\displaystyle L=231} мм, тогда угол коррекции {\displaystyle \Phi } будет равен {\displaystyle {22^{\circ }}{\acute {40}}}.
При радиусах {\displaystyle R}, равных {\displaystyle 64} и {\displaystyle 119} мм, осевая линия головки будет направлена строго по касательной, а в крайних положениях на звуковой дорожке угол не будет совпадать с касательной на {\displaystyle {1^{\circ }}{\acute {55}}}, что приемлемо для высококачественного воспроизведения звука (расчёт произведён для грампластинки максимального диаметра 300 мм).
Теоретически, если изготовить тонарм очень большой длины, то в узком секторе грампластинки дуга окружности будет приближаться к прямой, а угол коррекции стремиться к нулю, однако электропроигрывающие устройства выпускаются разумных размеров.
Форма тонарма не оказывает влияния на его технические характеристики (в математической формуле отсутствует фактор, определяющий форму тонарма), должна повышать удобства его эксплуатации и соответствовать требованиям технической эстетики.
Существуют радиальные тонармы с компенсацией угловой погрешности, головка звукоснимателя закреплена шарнирно, дополнительная тяга автоматически разворачивает её на угол, пропорциональный углу поворота штанги тонарма. Ввиду большой сложности широкого распространения не получили.

## Балансировка радиального тонарма
Для того, чтобы регулировать прижимную силу, применяется балансировка тонарма, наиболее часто используется регулируемый противовес. В высококлассных ЭПУ противовес прикреплён к штанге через демпфер для устранения низкочастотного резонанса. Возможно регулирование рабочей длины штанги тонарма.

## Скатывающая сила
Когда игла (имеется в виду радиальный тонарм) находится на движущейся звуковой дорожке грампластинки, на неё действуют следующие силы: сила трения {\displaystyle F_{f}}, вектор которой направлен строго по касательной к звуковой дорожке и сила тяги (реакция тонарма, обусловленная его жёсткостью) {\displaystyle F_{r}}. Между этими двумя векторами имеется непостоянный угол {\displaystyle \Phi }, изменяющийся при перемещении тонарма в результате проигрывания пластинки. Следовательно, появляется скатывающая сила {\displaystyle F_{s}}, смещающая тонарм к центру диска.
Можно определить величину скатывающей силы: {\displaystyle {F_{s}}={F_{r}}\times \mathrm {tg} \Phi }. Так как сила тяги {\displaystyle F_{r}} равна произведению прижимной силы звукоснимателя {\displaystyle G} на коэффициент трения {\displaystyle K} между иглой и грампластинкой, тогда: {\displaystyle {F_{s}}=K\times G\times \mathrm {tg} \Phi }.
Скатывающая сила составляет примерно 1/10 от прижимной силы.
Коэффициент трения иглы со сферическим острием о звуковую дорожку приблизительно равен {\displaystyle {0,25}}, тогда {\displaystyle {F_{s}}={0,25}\times \mathrm {tg} \Phi };
Коэффициент трения иглы с эллиптическим острием о звуковую дорожку приблизительно равен {\displaystyle {0,35}}, тогда {\displaystyle {F_{s}}={0,35}\times \mathrm {tg} \Phi }.
Предположим, что угол {\displaystyle \Phi } между осевой линией тонарма и осевой линией головки равен {\displaystyle {22^{\circ }}{\acute {40}}}, тогда:
для сферической иглы {\displaystyle F_{s}={0,25}\times G\times \mathrm {tg} {22^{\circ }}{\acute {40}}={0,1}G};
для эллиптической иглы {\displaystyle F_{s}={0,35}\times G\times \mathrm {tg} {22^{\circ }}{\acute {40}}={0,15}G}
Для компенсации скатывающей силы тонарм оснащается специальными устройствами, компенсирующими этот эффект (разворачивающими тонарм наружу). Для компенсации скатывающей силы чаще всего применяют пружинный механизм, перекинутую через блок нить с подвешенным к ней грузом, взаимно отталкивающиеся постоянные магниты, рычажный механизм, наклонную плоскость. Можно регулировать величину противодействия скатывающей силе. В ЭПУ низших классов компенсатор скатывающей силы может отсутствовать.

## Дополнительные устройства
Для уменьшения сил трения, повышения плавности и точности работы оси высококлассных тонармов поворачиваются в подшипниках качения (шарикоподшипники и игольчатые подшипники).
Для плавного опускания иглы на звуковую дорожку предназначен микролифт. Если ставить звукосниматель на пластинку рукой, то можно повредить иглу (сломать кристалл). В микролифтах используются демпферы (замедлители) различных конструкций: электромагнитные, рычажные, пружинные. В ЭПУ польской фирмы Unitra шток опускался в цилиндр, заполненный жидкостью с очень большой вязкостью.
Как только игла дойдёт до последней спирали звуковой дорожки срабатывает встроенный в ЭПУ автостоп. Игла поднимается над пластинкой, электродвигатель, вращающий диск, отключается. В некоторых ЭПУ происходит возврат тонарма на стойку. Автостоп может быть отключен, например, при проигрывании нестандартных пластинок (сувенирных, очень малого диаметра). В ЭПУ третьего и второго классов автостоп с механическим срабатыванием, в панелях первого и высшего классов применяются оптические и магнитные (герконовые) датчики. Оптические датчики реагируют на увеличение скорости перемещения тонарма при прохождении иглы по выводной части звуковой дорожки пластинки.